# Turid Birkeland

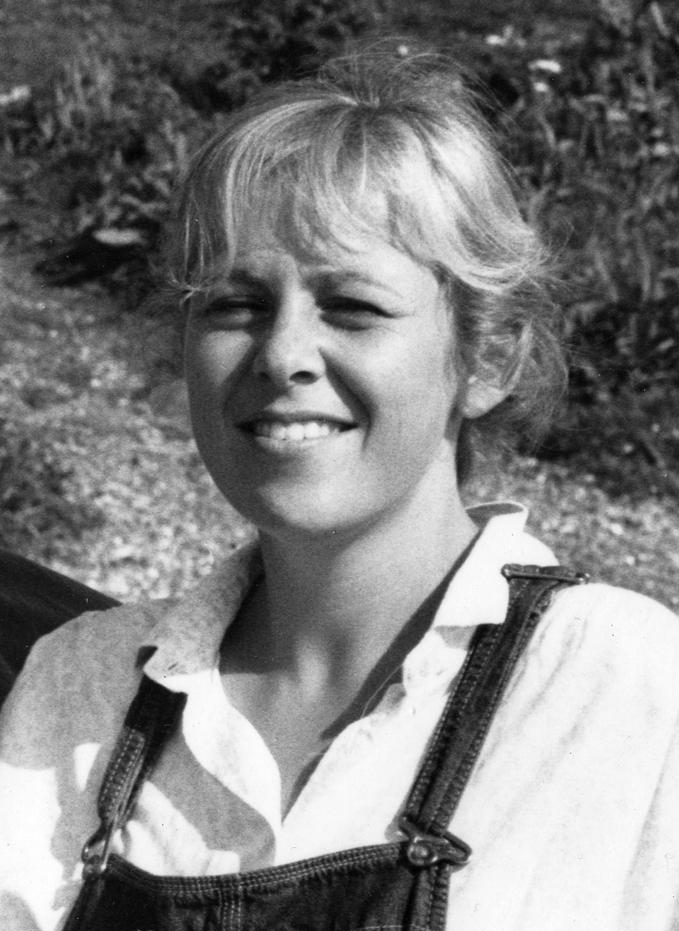
Turid Birkeland (1984)

Turid Birkeland (* 5. November 1962 in Haugesund, Rogaland; † 24. Dezember 2015 in Oslo) war eine norwegische Politikerin der Arbeiderpartiet (Ap), die unter anderem zwischen 1996 und 1997 Kulturministerin war.

## Leben
Turid Birkeland wurde als Kandidatin der Arbeiderpartiet 1986 Mitglied des Storting und vertrat in diesem bis 1989 die Interessen von Oslo. Während dieser Zeit war sie zwischen 1987 und 1989 zunächst Vizevorsitzende der Arbeidernes Ungdomsfylking (AUF), der Jugendorganisation der Arbeiterpartei, sowie als Nachfolgerin von Jens Stoltenberg von 1989 bis zu ihrer Ablösung durch Trond Giske 1992 Vorsitzende der AUF. 1994 engagierte sie sich als Leiterin der Ja-Aktion für die Volksabstimmung für einen Beitritt Norwegens zur Europäischen Union (EU).
Am 25. Oktober 1996 wurde Turid Birkeland von Ministerpräsident Thorbjørn Jagland als Kulturministerin in dessen Regierung berufen, der sie bis zum 17. Oktober 1997 angehörte.
Nach ihrem Ausscheiden aus der Regierung war Turid Birkeland als Programmdirektorin des Staatlichen Rundfunksenders NRK (Norsk rikskringkasting), des Privatsenders TVNorge sowie von Rubicon TV tätig, ehe sie von 2001 bis 2004 Kulturchefin von NRK war. Danach war sie zwischen 2004 und 2010 Leiterin des Kammermusikfestivals von Risør sowie zeitgleich von 2007 bis 2012 Beraterin des Telekommunikationsunternehmens Telenor. Zuletzt war sie von 2012 bis zu ihrem Tod 2015 Direktorin der Kulturorganisation Rikskonsertene. Darüber hinaus engagierte sie sich zuletzt auch wieder politisch und war 2015 Mitglied des Stadtrates von Oslo.
Sie starb am 24. Dezember 2015 an einer Form von Leukämie.